# Биляна
Биляна (словен. Biljana) — поселення на схід від Доброво в общині Брда, Регіон Горишка, Словенія. Висота над рівнем моря: 165,4 м.